# Hygrophorus
Hygrophorus  Fr., Floram Scanicam(22): 339 (1836), è un genere di funghi
Al genere Hygrophorus appartengono funghi terricoli di dimensioni piccole o medie, quasi tutti commestibili. Sono da escludere dal consumo quelle specie con odore o sapore sgradevole (es. "rapa") e mediocri qualità organolettiche.
Annovera tra le tante specie (più di 100) il celebre Hygrophorus marzuolus, anche detto "dormiente": di sapore dolce ed odore molto gradevole, un fungo molto apprezzato e ricercato, che cresce in quota alla fine dell'inverno, spesso sotto una coltre di neve.

## Descrizione del genere
Cappellonon ben separabile dal gambo, cuticola vischiosa o umida con tempo piovoso, resta spesso tale anche col secco.
Lamelleceracee o acquose, solitamente più rade o più spesse rispetto agli altri lamellati.
Gambocentrale di colore chiaro, privo di anello.
Carnecompatta, igroscopica, di colore spesso vivace.
Sporebianche o biancastre, lisce, ovoidali o ellittiche.

## Specie di Hygrophorus
La specie tipo per il genere è l'Hygrophorus eburneus (Bull.) Fr. (1838)
Altre specie che appartengono al genere sono:
- Hygrohorus agathosmus

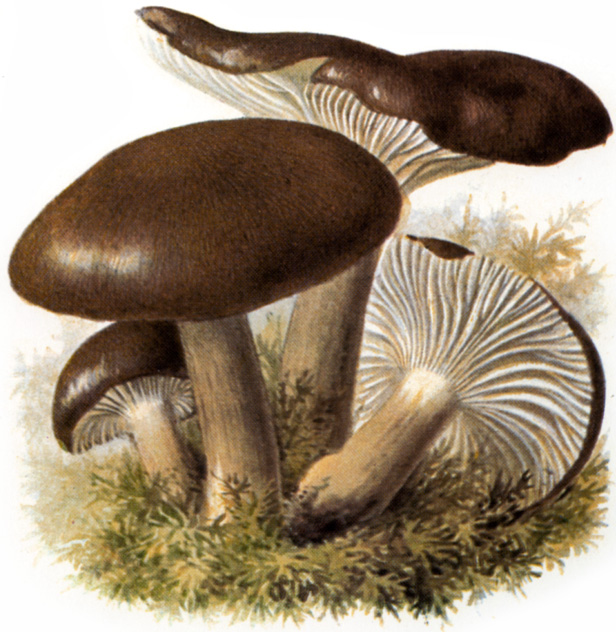
Illustrazione di H. marzuolus

- Hygrophorus atramentosus (Alb. & Schwein.) Haas & Haller (1978)
- Hygrophorus carcharias E. Horak (1973)
- Hygrophorus chrysaspis Métrod (1938)
- Hygrophorus dichrous
- Hygrophorus eburneus (Bull.) Fr.
- Hygrophorus erubescens (Fr.) Fr. (1838)
- Hygrophorus fuligineus Frost ex Peck (1884) [1881]
- Hygrophorus gloriae G. Stev. (1963) [1962]
- Hygrophorus hypothejus
- Hygrophorus karstenii Saccardo & Cuboni (1887)
- Hygrophorus involutus G. Stev. (1963) [1962]
- Hygrophorus latitabundus Britzelm. (1899)
- Hygrophorus lucorum Kalchbr. (1874)
- Hygrophorus marzuolus (Fr.) Bresadola
- Hygrophorus monticola A.H. Sm. & Hesler
- Hygrophorus nitidus Berk. & M.A.Curtis (1853)
- Hygrophorus olivaceoalbus (Fr.) Fr. (1838)
- Hygrophorus penarius
- Hygrophorus russula (Fr.) Quél. (1918)
- Hygrophorus salmonipes G. Stev. (1963) [1962]
- Hygrophorus segregatus E. Horak (1990)
- Hygrophorus speciosus Peck (1878) [1875]
- Hygrophorus turundus Fr.
- Hygrophorus waikanaensis G. Stev. (1963) [1962]

## Sinonimi
- Limacium (Fr.) P. Kumm., Führer für Pilzfreunde (Zwickau): 25, 118 (1871)

## Galleria d'immagini

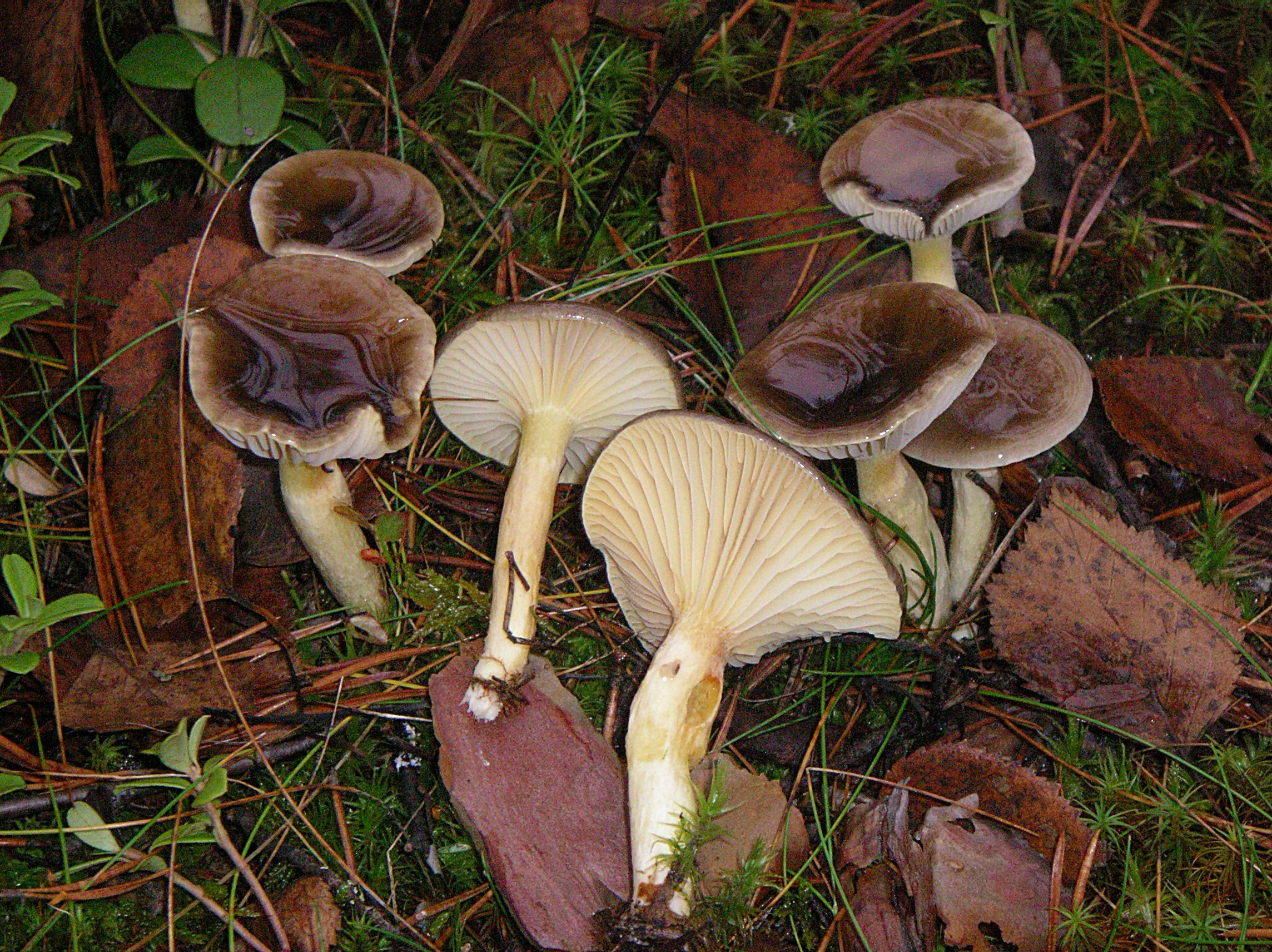
H. hypothejus
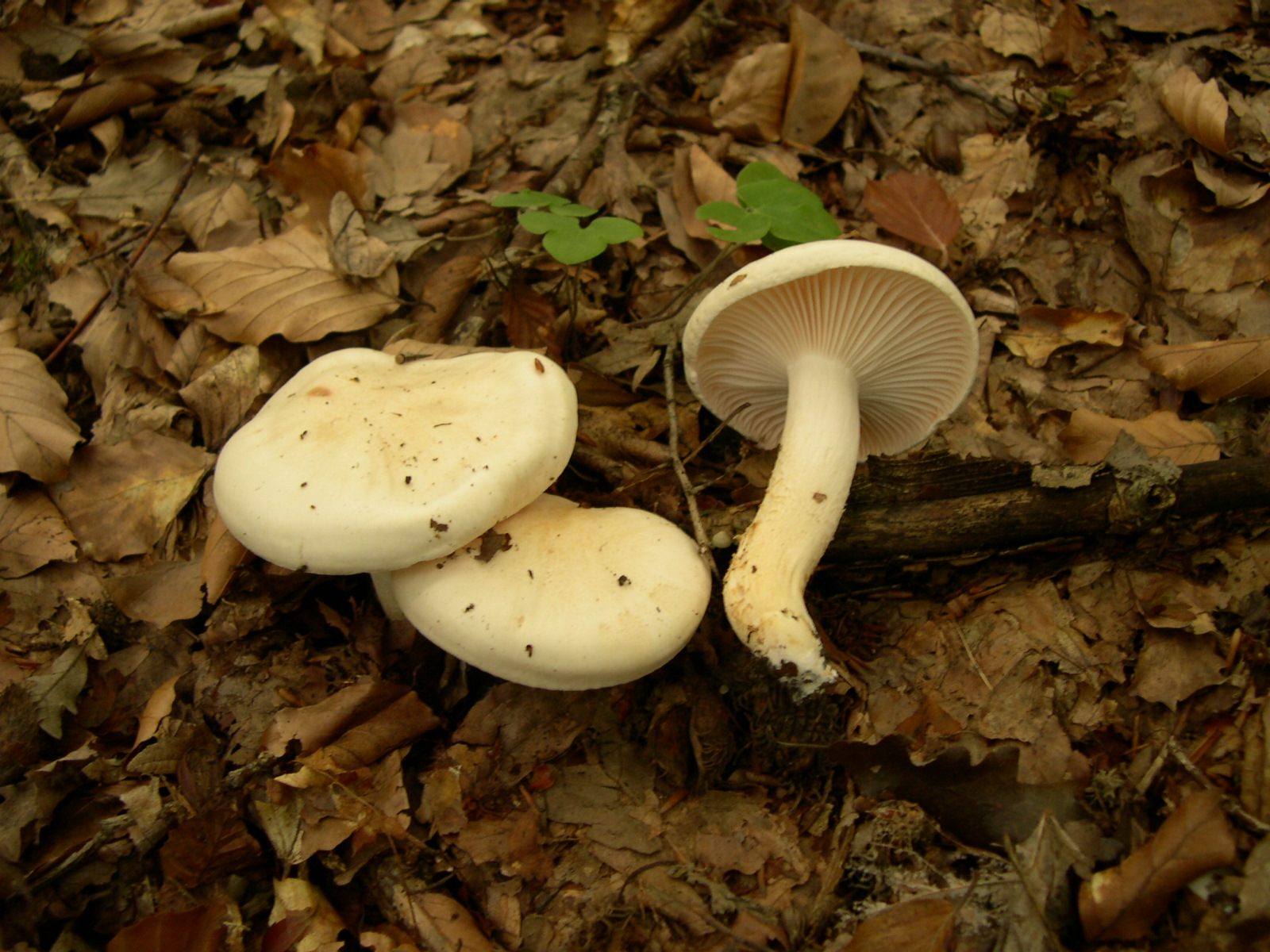
H. penarius
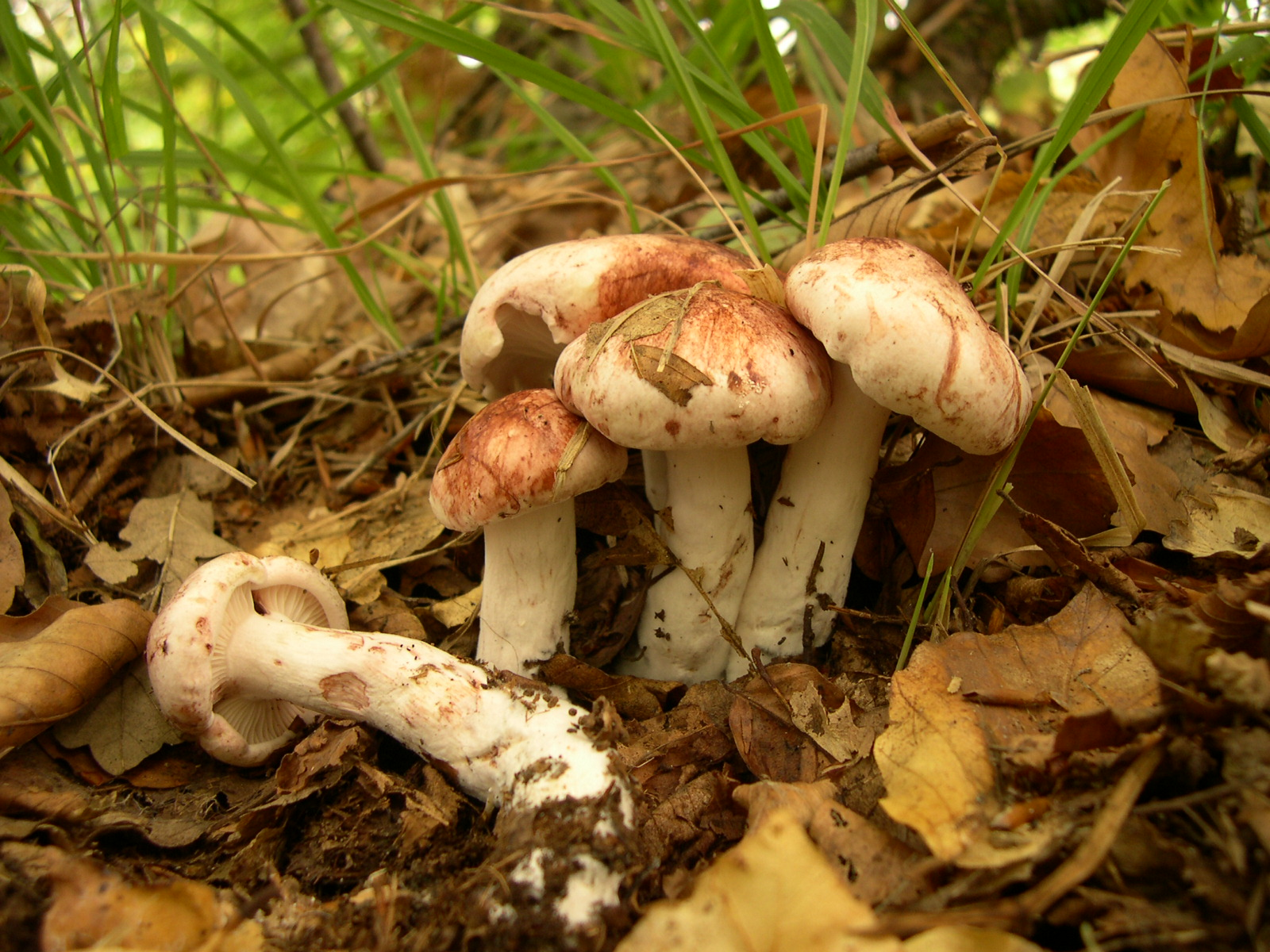
H. russula